# Johann Fromhold

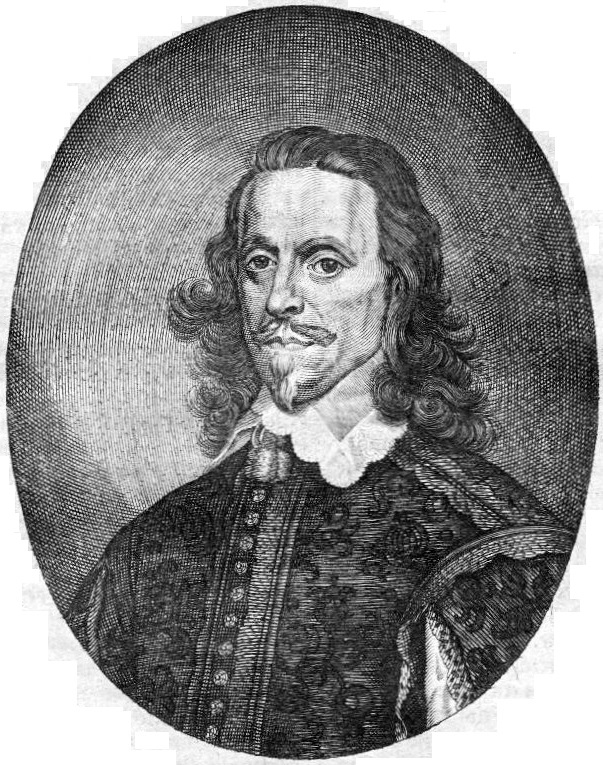
Johann Fromhold

Johann Fromhold

Johann Fromhold (auch Fromholdt) (* 12. November 1602 in Küstrin; † 11. Juli 1653 in Regensburg) war ein deutscher Beamter, der nach Abschluss seiner Ausbildung 1637 von Kurfürst Georg Wilhelm zum Staatsdienst nach Berlin berufen wurde. Dort war Fromhold bis 1641 als Hof- und Kammergerichtsrat und nach Beginn des Dreißigjährigen Krieges auch als Kriegsrat tätig. Dabei war anfänglich nicht absehbar, dass seine Tätigkeit als Gesandter des Kurfürsten von Brandenburg, verbunden mit der Frage der Zugehörigkeit des Herzogtums Pommern zu Brandenburg oder zu Schweden die Frage war, die sein politisches Leben bis zu seinem Tode prägen würde.

## Herkunft Ausbildung  Familie
Fromhold wurde geboren am 12. November 1602 in Küstrin als Sohn des Prokurators, Hofrichters und Bürgermeisters Matthias Fromhold und seiner Frau Katharina, der Tochter des Walter Schreiner aus Oppenheim. Er besuchte die Schule in Küstrin und Landsberg an der Warthe. Anschließend studierte er an den Universitäten Frankfurt (Oder) (1616), Königsberg (1619), Wittenberg (1621) und Leipzig, wo er ab 1626 als Magister und Assessor junge Studenten erfolgreich auf ihr Examen vorbereitete und 1631 an der Philosophischen Fakultät als Dr. jur. promovierte. Danach wurde er Mentor der drei Söhne des kursächsischen Geheimrats Georg von Werthern, die er auf einer Reise durch Frankreich, England, die Niederlande und Dänemark begleitete.
1635 kehrte Fromhold nach Dresden zurück, trat zunächst in kursächsischen Dienst und wurde dann an den Hof des brandenburgischen Kurfürsten Georg Wilhelm nach Berlin berufen. Dort ernannte man ihn am 1. Juni 1637 zum Hof-, Kammergerichts- und Kriegsrat. Im gleichen Jahr heiratete er Sophia Foppe (1602–1662) und hatte mit ihr vier Söhne und fünf Töchter.

## Tätigkeit als Gesandter und Tod
Als anerkannte Persönlichkeit auf dem Gebiet des Reichs-, Lehns- und Kirchenrechtes wurde Fromhold gegen Ende des Dreißigjährigen Krieges  an den Kaiserhof zu Kaiser Ferdinand III    entsandt, um das Brandenburg durch Erbschaft zugefallende Herzogtum Pommern, das im Verlauf des Krieges bereits 1630 von Schweden erobert und besetzt worden war, als Lehen zu beanspruchen und für Brandenburg zu sichern. Diese Frage konnte aber nur auf dem geplanten Friedenskongress in Osnabrück mit Schweden beraten und gelöst werden. Deshalb wurde Fromhold 1642 zunächst zum Kommisissar für die Heeresverminderung in Brandenburg bestellt und konnte in dieser Funktion Erfahrungen sammeln für seine folgenden Tätigkeiten als zunächst zweiter  Gesandter von Brandenburg beim Friedenskongress in Osnabrück, der 1646 in Münster begann. Nach dem Tod des ersten Gesandten Johannes Müller wirkte Fromhold ab 1646 für das Kurfürstentum Brandenburg als erster Gesandter am Friedenskongress von Osnabrück Münster. Fromhold verhandelte auf dem Kongress so hartnäckig im Sinne seines Landesherren, dass Schweden zwar dem Friedensvertrag gemäß in den Besitz von Vorpommern kam, der Kurfürst von Brandenburg aber für seine Gebietsverluste sehr großzügig mit dem Besitz mehrerer Hochstifte (Magdeburg, Halberstadt, Minden und Cammin) entschädigt wurde. Daraufhin wurde Fromhold 1648 zum Wirklichen Geheimen Rat und 1650 zum Kanzler des Bistums Halberstadt ernannt und 1652 als Gesandter für das Kurfürstentum Brandenburg an den erstmals nach der Verabschiedung des Friedensvertrages wieder in Regensburg tagenden Reichstags geschickt.
Fromhold verstarb bereits 1653 während des ersten Reichstages und sollte auf Wunsch des preußischen Kurfürsten auf dem Kirchhof und nicht auf dem üblichen städtischen Friedhof außerhalb der Stadtmauern begraben werden. Nach dem Gesandten Ludwig von Janowitz, der bereits 1641, noch zu Kriegszeiten, als erster Gesandter auf dem Kirchhof hinter der Dreieinigkeitskirche begraben worden war, wurde Fromhold der zweite Gesandte, der dort auf dem Kirchhof  begraben wurde und war damit der erste Diplomat, der auf dem Kirchhof in der Nachkriegszeit begraben wurde. Das Begräbnis fand statt, obwohl der protestantische Rat der Stadt zuvor aus hygienischen Gründen ein Verbot von Erdbestattungen auf dem Kirchhof erlassen hatte, weil die Absicht bestand, in den beginnenden Friedenszeiten aus hygienischen Gründen wieder die protestantischen Friedhöfe außerhalb der Stadtmauern zu nutzen. Es ist also dem Einfluss des Kurfürsten von Brandenburg zuzuschreiben, dass das Fromhold-Begräbnis trotzdem auf dem prominenten Kirchhof stattfand. Der Kurfürst fühlte sich dem verstorbenen Gesandten zu Dank verpflichtet, wegen dessen diplomatischer Leistungen während der Friedensverhandlungen in Osnabrück. Die Nichtbeachtung des erlassenen Begräbnisverbots führte in der Folgezeit dazu, dass das  Begräbnisverbot auch in den Folgejahren nicht immer streng eingehalten wurde.
Die neue Fromhold-Grabstätte auf dem abgelegenen Ostareal wurde in der Folgezeit umgeben von Kindergrabstätten und ihr Standort erwies sich als nicht sehr prominent. Von der prominent gelegenen Janowitz-Grabstätte an der Südmauer des Kirchhofs war die Fromhold-Grabstätte recht weit entfernt. Heute ist die Grabstätte mit einer gebrochenen Grabplatte und der unterhalb des Wappens nicht mehr lesbaren, aber dokumentierten Inschrift,  nur noch schlecht erhalten. Die kurze Inschrift lautet: Unter diesem Marmor werden die Überreste des großen und hochedlen Juristen Herrn Johannes Fromhold zugedeckt, des Durchlaugtigsten Kurfürsten von Brandenburg Geheimrat, und Kanzlers des Fürstentums Halberstadt, geboren in Küstrin am 2. November 1602, gestorben in Regensburg 1653.
Bis zur Auflösung des Reichstages folgten dem Fromhold-Begräbnis noch gut 100 weitere Begräbnisse von Gesandten und deren Angehörigen, so dass für den Kirchhof der Dreieinigkeitskirche bald die Bezeichnung Gesandtenfriedhof üblich wurde. Zunächst jedoch sollten die Begräbnisse auf dem Kirchhof hinter der Dreieinigkeitskirche nicht fortgesetzt werden, denn der schmale Kirchhof war nach Ansicht des protestantischen Rates der Stadt aus hygienischen Gründen als Friedhof nicht geeignet. Auf das Begräbnis von Fromhold beriefen sich später dann aber andere Gesandte und verlangten für sich ebenfalls Grabplätze auf dem durch seine prominente innerstädtische Lage neben der 1631 neu erbauten Kirche ausgezeichneten Kirchhof. Nach Beginn des Immerwährenden Reichstags gab die Stadt Regensburg ihren Widerstand gegen weitere Begräbnisse auf, verlangte aber für die Grabstätten den Bau von unterirdischen, gemauerten Ziegelgruften, was Begräbnisse stark verteuerte. Nach einer längeren Pause entwickelte sich der Kirchhof dann aber doch zu einem Begräbnisplatz für protestantische Gesandte und deren Familienangehörige, die während der Dienstzeit der Gesandten in Regensburg verstarben. Insgesamt wurden auf dem Kirchhof  ca. 110 Personen begraben (Liste der Grabstätten von Gesandten am Immerwährenden Reichstag in Regensburg). Heute wird der Kirchhof pauschal als Gesandtenfriedhof bezeichnet, obwohl dort keine katholischen Gesandten begraben wurden.

## Direktverweise
1. ↑  Albrecht Klose, Klaus-Peter Rueß: Die Grabinschriften auf dem Gesandtenfriedhof in Regensburg. Texte, Übersetzungen, Biographien, Historische Anmerkungen. In: Stadtarchiv Regensburg (Hrsg.): Regensburger Studien. Band 22. Stadtarchiv Regensburg, Regensburg 2015, ISBN 978-3-943222-13-5, S. 43–44.
2. ↑  Klaus-Peter Rueß: Der Gesandtenfriedhof bei der Dreieinigkeitskirche in Regensburg, seine Entstehung und seine Baugeschichte. Staatliche Bibliothek Regensburg, Regensburg 2015, S. 1–20.
3. ↑  Klaus-Peter Rueß, Eugen Trapp: Die Gräber der Gesandten. Oder auch: Wo der Immerwährende Reichstag lebendig wird. In: Stadt Regensburg, Amt für Archiv und Denkmalpflege (Hrsg.): Denkmalpflege in Regensburg. Band 16. Friedrich Pustet, Regensburg 2020, ISBN 978-3-7917-3155-1, S. 92–146.

| Personendaten    | Personendaten                    |
| ---------------- | -------------------------------- |
| NAME             | Fromhold, Johann                 |
| KURZBESCHREIBUNG | deutscher Politiker und Diplomat |
| GEBURTSDATUM     | 12. November 1602                |
| GEBURTSORT       | Küstrin                          |
| STERBEDATUM      | 11. Juli 1653                    |
| STERBEORT        | Regensburg                       |